# Archibald Edmonstone
Sir Archibald Edmonstone, 3. Baronet (* 12. März 1795 in London; † 13. März 1871 ebenda) war ein britischer Reisender, Ägyptologe und Autor.
Archibald Edmonstone war der älteste Sohn von Sir Charles Edmonstone, 2. Baronet, und Emma Bootle. Er heiratete seine Cousine Emma Wilbraham. Seit 1819 bereiste Edmonstone die ägyptischen Senken al-Charga und ad-Dachla. Zusammen mit Bernardino Drovetti und Frédéric Cailliaud gehört er zu den frühesten Reisenden, die ihre Beobachtungen auch publiziert haben. Der Berg in der Nähe von Deir el-Hagar im Norden der Senke ad-Dachla trägt heute seinen Namen.
Mit seiner Gattin Emma hatte er drei Töchter, die alle im Kindesalter starben. 1821 erbte er von seinem Vater den Titel Baronet, of Duntreath in the County of Stirling. Da er keine Söhne hatte, erbte bei seinem Tod 1871 sein Halbbruder William Edmonstone (1810–1888) den Titel.

## Schriften
- A journey to two of oases of upper Egypt. Murray, London 1822, Digitalisat.